# Paraná Clube

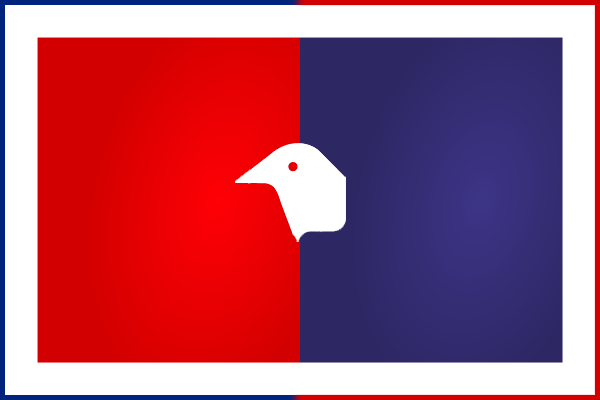
Bandera

El Paraná Clube o Paraná es un club de fútbol brasileño, de la ciudad de Curitiba en el estado de Paraná. Fue fundado el 19 de diciembre de 1989, desde 2023 juega en la segunda división del Campeonato Paranaense.

## Historia

### Primeras temporadas de éxito
El 19 de diciembre de 1989 nace el Paraná Clube tras la fusión del Esporte Clube Pinheiros (el cual tenía el nombre de Esporte Clube Água Verde hasta 1971) y el Colorado Esporte Clube (el cual había sido formado tras la fusión del Ferroviário y del Britânia, en 1971). Rubens Minelli es contratado como el primer mánager, y Emerson de Andrade es elegido como director de fútbol.
El 4 de febrero de 1990, juega su primer partido contra el Coritiba, terminando el partido con la derrota de Paraná por 1-0.
En 1991, dos años después de su fundación, consigue su primer Campeonato Paranaense.
En 1992, consigue el Campeonato Brasileño de Serie B, ascendiendo a la máxima categoría del Campeonato Brasileño de Fútbol.
Se mantuvo en la máxima categoría nacional entre los años 1993 y 1999, año en el cual pierde la categoría en tabla de coeficientes de puntos. Ese mismo año consigue ser subcampeón de la extinta 'Copa Sul', lo cual le valió para clasificar a su primera competencia internacional, la Copa Conmebol 1999, en la cual eliminó en octavos de final al San Lorenzo de Paraguay en tanda de penales, sin embargo caería eliminado en cuartos de final ante Talleres de Córdoba de Argentina en tanda de penales. En este mismo lapso de años demostró ser el cuadro más fuerte del estado de Paraná, conquistando cinco títulos estaduales consecutivos: 1993, 1994, 1995, 1996, 1997.
En el año 2000 debió disputar la Serie B, sin embargo debido a la imposibilidad de la CBF de organizar los torneos ese año por problemas legales, se disputó un torneo llamado la Copa João Havelange, con clubes de casi todas las categorías existentes hasta ese momento. Paraná fue incluido en el "Módulo Amarillo" (junto a otros clubes que debían estar en Segunda División), la cual logró hacerse con el título de este. Tras ganar este Módulo se clasificó a la Fase Final, donde fue eliminado en cuartos de final. Tras la destacada actuación lograda ese año, logró volver a la Serie A.

### Participaciones en Copa Sudamericana y último título estadual
En 2003, se firma un acuerdo con una compañía de marketing deportivo, L.A. Sports, mismo año que consigue clasificar a la Copa Sudamericana 2004, tras terminar en décima posición de la Serie A. En la Sudamericana cayó eliminado en primera fase tras perder 4 a 3 en el global ante São Caetano.
En 2005 el Paraná Clube crea un fondo de inversión para sustituir a L.A. Sports, con lo que termina el acuerdo. En ese mismo año clasifica por segunda vez a la Copa Sudamericana, tras quedar séptimo en la Serie A.
Comenzando 2006 logró hacerse de su séptimo Campeonato Paranaense (después de nueve años), tras vencer en la final al ADAP. Durante el transcurso el año debería volver a jugar en el Estadio Durival de Britto e Silva, tras sufrir este una gran remodelación que aumentó su capacidad desde los 15.000 a los 16.660 espectadores. En la Copa Sudamericana volvió a caer en primera fase, esta vez ante el Atlético Paranaense en un global de 4 a 1. En el campeonato local volvió a realizar una actuación destacada, llegando a la última fecha en puestos de clasificación a la máxima competencia continental. El 3 de diciembre de 2006 lograría clasificar por primera vez a la Copa Libertadores tras empatar sin goles de local ante el campeón de ese año, São Paulo, y que sus rivales directos, Figueirense y Vasco da Gama, empatasen de igual manera a 0.

### Participación en Copa Libertadores y descenso
En 2007 disputa la Copa Libertadores desde la fase previa, siendo su rival el Cobreloa de Chile. En el partido de ida logró vencer 0-2 en Calama, mientras que en la vuelta de local empataron 1-1, clasificándose así a la fase de grupos. Disputó el 'Grupo 5', junto al Flamengo, Real Potosí de Bolivia y Unión Atlético Maracaibo de Venezuela. Se clasificó a los octavos de final después de que en última fecha venciese 2 a 1 al cuadro venezolano en Curitiba, mientras que Flamengo venció por 1 a 0 al cuadro boliviano en el Maracaná. En octavos de final su rival fue Libertad de Paraguay. El partido de ida disputado en Brasil fue a favor del cuadro paraguayo por 2 a 1, a pesar de que Paraná abrió primero el marcador. En la vuelta disputada en el Estadio Defensores del Chaco fue empate 1 a 1, lo cual significó su eliminación de la Copa Libertadores.
Ese mismo año desciende a la Serie B, tras ocupar la penúltima posición del Brasileirão.

### Años en Serie B y primer descenso estadual
Tras su descenso a la Serie B en 2007, se mantuvo por muchos años en la segunda categoría nacional, teniendo actuaciones sin sobresalir, manteniéndose usualmente en la mitad de la tabla. Por su parte en el Campeonato Paranaense dejó de ser un equipo animador, teniendo igualmente actuaciones nada espectaculares. En el Campeonato Paranaense de 2011 tuvo una muy mala primera fase, ocupando la última posición al término de esta (en puestos de descenso). Tuvo una mucha mejor segunda fase, sin embargo perdería la categoría sorprendentemente en la penúltima fecha, tras empatar de local 2 a 2 ante Arapongas. Al año siguiente en el Campeonato Paranaense de Segunda División logró ganar tanto la primera como la segunda fase, para así poder regresar a la máxima categoría estadual.

### Años más en Serie B y regreso a la Serie A
Los años posteriores siguieron siendo irregulares para Paraná, en 2013 quedó a 3 puntos del ascenso, en 2015 quedó a 4 puntos de descender a la Serie C, mientras que en 2016 quedó a solo un punto del descenso (aunque había salvado la categoría en la penúltima fecha).
Es en 2017 que finalmente consigue el ansiado regreso a la Serie A. Fue en la penúltima fecha que consiguió esta hazaña tras ganar por 1 a 0 al CRB en Maceió, Alagoas.

### Regreso fugaz a la Serie A
La temporada de 2018 comenzaría con el Campeonato Paranaense, en donde terminó último en su grupo de la primera fase, sin embargo recuperaría su nivel para la segunda fase siendo primero en su grupo, avanzando a las semifinales pero cayendo en penales ante Londrina. Jugó la Copa de Brasil llegando hasta segunda fase, donde cayó eliminado por Sampaio Corrêa.
Tras este comienzo de temporada Paraná volvió a disputar el Brasileirão después de 11 años. Tuvo un mal comienzo de torneo, logrando 2 victorias, 4 empates y 6 derrotas, estos resultados hasta que el torneo entró en receso por el mundial de ese año. Tras estar un mes de para, Paraná regresó a la acción, una derrota y una victoria fueron sus dos primeros partidos, a partir de aquí hizo una serie de partidos terribles hasta el final del torneo, 1 victoria, 7 empates y 16 derrotas, logrando su última victoria después de 18 partidos desde la última conseguida. Descendiendo así en la última posición con solo 23 puntos en 38 partidos jugados.
Regresó a la Serie B en 2019, teniendo una actuación aceptable, ya que terminó en sexta posición a 6 puntos del ascenso.

### Peor crisis en su historia (2020 - actualidad)
La temporada de 2020 se dividió en dos partes debido a la pandemia de COVID-19. La primera se constituyó desde enero hasta marzo, en la cual logró superar de fase en el Campeonato Paranaense (que tuvo un nuevo formato). En la Copa de Brasil logró superar las dos primeras fases (2-0 a Palmas de Tocantins en primera ronda y 3-2 a Bahia de Feira en segunda ronda), en tercera ronda perdió el partido de ida 1 a 0 ante Botafogo de visita. En este momento las competencias deportivas se ven interrumpidas debido a la pandemia. La segunda parte de la temporada comenzó en julio, cuando se reanudaron algunas actividades deportivas, Paraná cayó eliminado en los cuartos del final del Campeonato Paranaense ante Coritiba.
En agosto comenzó su temporada en la Serie B, teniendo un comienzo favorable ya que se ubicaban en la primera posición del torneo tras 5 fechas jugadas (3 victorias y 2 empates), posteriormente serían eliminados en la Copa de Brasil tras perder 2 a 1 en el partido de vuelta ante Botafogo. Siguió teniendo un buen ritmo en la Serie B, logrando 3 victorias y 2 derrotas. Es en este momento que Paraná sufrió para volver a ganar, ya que enlazó 7 partidos consecutivos sin hacerlo (5 empates y 2 derrotas). Regresarían a la victoria ante el colero Oeste por un marcador de 4 a 0. La siguiente fecha perderían 2 a 0 de visita ante Cruzeiro. Dos días después, Allan Aal es demitido del cargo de director técnico (cuando el club se encontraba en sexta posición), siendo reemplazado por Rogério Micale. En su debut logró un empate de local 1 a 1 ante Confiança, sin embargo enlazó cinco derrotas consecutivas, la última de ellas de local por 4 a 1 ante Vitória. Rogério Micale fue despedido un día después de la goleada (un mes después de haber sido contratado), siendo reemplazado por Gilmar Dal Pozzo, cuando el club se encontraba en decimoquinta posición a 5 puntos del descenso. Con el nuevo entrenador a cargo, enlazaron tres derrotas consecutivas, la última de esas ante América Mineiro de visita por 1 a 0, esta derrota lo colocó por primera vez en zona de descenso a Serie C (17.ª posición). La victoria por 2 a 0 en la siguiente fecha ante CRB de visita hizo que salga momentáneamente de la zona de descenso, sin embargo esta fue la última vez que ocupó una posición de salvación, ya que en la siguiente fecha cayó hasta el puesto 18 tras perder de local 1 a 0 ante Brasil de Pelotas. La posterior derrota ante Chapecoense y el empate ante Botafogo de Riberão Preto ocasionaron la renuncia de Gilmar Dal Pozzo, quien fue reemplazado hasta el final del campeonato por Márcio Coelho. Debutó con derrota ante Náutico, aunque lograría una victoria de local 2 a 0 ante CSA, la cual le devolvía ciertas esperanzas de salvar el descenso a falta de 4 fechas y a 2 puntos de la salvación. Tres derrotas consecutivas más ante Sampaio Corrêa, Cuiabá y Oeste firmaron su descenso a falta de una fecha de culminar el torneo, el cual cerraría con un empate inútil ante Cruzeiro.
En el Campeonato Paranaense de 2021 volvería a avanzar a segunda fase, volviendo a caer eliminado en cuartos de final. En su segunda participación en la Serie C (la primera en 1990) fue ubicado en el grupo B, junto a otros nueve equipos de cercanía geográfica (5 de São Paulo, 2 de Río Grande del Sur y 2 de Santa Catarina). Llegada la fecha 13 del torneo, Paraná se encontraba en la penúltima posición de su grupo (en puestos de descenso a la Serie D) con solo 10 puntos (2 victorias, 4 empates y 7 derrotas). Las cinco últimas fechas eran fundamentales, ya que se enfrentaba a tres rivales directos por la baja (São José en la fecha 14, Mirassol en la fecha 16 y Oeste en la fecha 18). En la fecha 14 viajó a Porto Alegre a enfrentar a São José, rival que se encontraba 3 puntos encima de Paraná. El cuadro 'tricolor' perdió por 1 a 0, complicándose a cuatro fechas del final, estando 6 puntos por debajo de Mirassol y São José. En la fecha 15 logró una sorpresiva victoria de local por 2 a 1 al Criciúma, mientras que São José venció de visita a Mirassol por 5 a 2, este resultado jugaba a favor de las conveniencias de Paraná, ya que en la siguiente fecha Paraná recibía como local a Mirassol. En la fecha 16, Paraná perdió por 1 a 0 ante Mirassol, quedando prácticamente descendido. Los únicos resultados que podían salvarlo de la baja a esta fecha eran 2 victorias de Paraná y 2 derrotas de São José. La victoria de São José de visita 1 a 0 ante Oeste en la mañana del sábado 18 de septiembre condenaron a Paraná al descenso a la última categoría de fútbol nacional de Brasil, la Serie D.
El comienzo de la temporada 2022 sería con el Campeonato Paranaense, comenzó con una derrota de visita ante Athletico Paranaense por 1 a 0, la siguiente fecha ganó de local 2 a 1 ante Azuriz, nada haría presagiar que los siguientes partidos condenarían a Paraná a su peor destino en su historia. Cosechó cuatro derrotas consecutivas, que lo pusieron en un peligro de un segundo descenso, ya que solo superaba a União (último) por dos puntos e igualaba en puntaje a Rio Branco (penúltimo), ambos clubes mencionados en zona de descenso. La siguiente fecha empató de local sin goles ante Londrina, mientras que União ganó por 3 a 2 a Rio Branco, igualando así União en puntaje a Paraná, pero superando en diferencia de goles al 'tricolor'. En la fecha 8, Paraná cayó goleado 3 a 0 por Cianorte, por su parte União perdió 4 a 2 ante Londrina, mientras que Rio Branco ganó 2 a 0 Azuriz, mandando al fondo de la tabla a Paraná e involucrando a Azuriz con el descenso. En la antepenúltima fecha se enfrentaba de local a su clásico rival, Coritiba, Paraná se fue al entretiempo ganando por 1 a 0, sin embargo Coritiba remontaría el partido en el segundo tiempo. A pesar del mal resultado, tanto Rio Branco como União perdieron sus partidos, dejando aún a Paraná a 2 puntos de la salvación (Rio Branco) a falta de dos fechas del final.
El día 26 de febrero de 2022 a las 4 de la tarde (hora local), Paraná se enfrentaba a União en el Estadio Durival de Britto e Silva ante unos 2000 hinchas que se hicieron presentes, mientras que a esa misma hora Rio Branco jugaba como local ante Londrina. Tras media hora de haber comenzando ambos partidos, Rio Branco ganaba sorpresivamente 2 a 0 a Londrina, mientras que Paraná empataba con União. Estos resultados dejaban el destino de Paraná y de União en primera división en manos de Azuriz, sin embargo antes de acabar la primera mitad, Patrick Data anotó el primero para União, dejando así a Paraná como virtual descendido. Cuarto de hora después de haber comenzado el segundo tiempo, casi a la misma vez sucedieron dos goles en ambos recintos, Londrina descontaba mientras que Sato anotó el segundo para União en un contragolpe tras un saque de esquina donde casi todo el equipo de Paraná (excepto un defensor y el arquero) fueron al área rival. Ocho minutos después, Paraná anotaría el descuento gracias a Gabriel Correia quien aprovechó de un rebote del defensor rival. A falta de diez minutos para el final, Wellisson anotó el tercer gol para União tras un soberbio disparo de tiro libre casi imposible para el arquero Murillo Lopes (quien reemplazó al lesionado arquero titular, Lucas Wingert, después del segundo gol de União). Minutos después, Marcos Paraná de União fue expulsado, en ese momento un tumulto de hinchas de Paraná ingresaron al campo a agredir a los jugadores locales, teniendo que escapar a los vestuarios siendo resguardados por la policía, ante esto, el árbitro tuvo que terminar el partido antes de tiempo ante la incapacidad de poder seguir con el juego. En Paranaguá, Rio Branco ganó por 2 a 1 a Londrina, sumada a la derrota final de Paraná por 3 a 1 ante União, condenaron a Paraná al descenso estadual por segunda vez en su historia del Campeonato Paranaense. Tres días después fue eliminado en la primera ronda de la Copa de Brasil tras caer 2 a 0 ante Pouso Alegre. Paraná cerró su participación en el Paranaense con una derrota de visita por 4 a 0 ante Rio Branco.
En su debut en la Serie D fue ubicado en el grupo 7, donde terminó en segunda posición de ocho equipos, con lo cual accedió a la siguiente fase. En segunda fase enfrentó al FC Cascavel, a quien, tras empatar en ambos partidos, lo eliminaría en tanda de penales. En octavos de final enfrentó al Pouso Alegre, con quien empató el partido de ida como local 1-1, sin embargo perdería el partido de vuelta por 1-0, con lo cual quedaría eliminado del torneo.

## Curiosidades
Para el uniforme del equipo se escoge el rojo de Colorado Esporte Clube junto con el azul de Esporte Clube Pinheiros y blanco para unir ambos.
Sus mayores rivales son los equipos de su misma ciudad como Coritiba y Athletico Paranaense.

## Uniforme
- Uniforme titular: Camiseta azul y roja, pantalón blanco y medias blancas.
- Uniforme visitante: Camiseta blanca, pantalón azul y medias azules.
- Uniforme alternativo: Camiseta roja, pantalón rojo y medias rojas.

### Evolución del uniforme
| 2009 | 2010 | 2011 | 2012 | 2013 | 2014 | 2015 | 2016 | 2017-18 | 2019 | 2020-21 |

## Patrocinadores
| Período     | Logo | Proveedor |
| ----------- | ---- | --------- |
| 2014 – 2016 |      | Erreà     |
| 2016 – 2019 |      | Topper    |

| Período         | Patrocinador |
| --------------- | ------------ |
| ? – 2018        | ?            |
| 2018 – Presente | Acquafort    |

## Estadio
El Paraná juega sus partidos habitualmente en el Estadio Durival de Britto e Silva también llamado Vila Capanema, inaugurado en 1947 y con una capacidad de 16.660 espectadores.
También juega en ocasiones en el Estadio Pinheirão, inaugurado en 1985 y con capacidad para 35.000 espectadores y en el Estadio Érton Coelho Queiroz (Vila Olímpica) de 20.000 espectadores.

## Datos del club
- Participaciones en la Copa Libertadores: 1 (2007)

Mejor posición: Octavos de final (2007)
- Participaciones en la Copa Conmebol: 1 (1999)

Mejor posición: Cuartos de final (1999)
- Participaciones en la Copa Sudamericana: 2 (2004, 2006)

Mejor posición: Segunda fase (2006)

## Participaciones internacionales
| Competencia                      | Edición     |
| -------------------------------- | ----------- |
| Copa Libertadores de América (1) | 2007.       |
| Copa Sudamericana (2)            | 2004, 2006. |
| Copa Conmebol (1)                | 1999.       |

### Por competición
| Torneo                       | TJ | PJ | PG | PE | PP | GF | GC | DG | Puntos |
| ---------------------------- | -- | -- | -- | -- | -- | -- | -- | -- | ------ |
| Copa Libertadores de América | 1  | 10 | 4  | 2  | 4  | 14 | 12 | +2 | 14     |
| Copa Sudamericana            | 2  | 4  | 1  | 0  | 3  | 3  | 8  | -5 | 3      |
| Copa Conmebol                | 1  | 4  | 2  | 0  | 2  | 3  | 3  | 0  | 6      |
| Total                        | 4  | 18 | 7  | 2  | 9  | 20 | 23 | -3 | 23     |

## Jugadores

### Plantel 2024

#### Altas y bajas 2024 (primavera)
| Altas         | Altas          | Altas         | Altas    | Altas |
| Jugador       | Posición       | Procedencia   | Tipo     | Costo |
| ------------- | -------------- | ------------- | -------- | ----- |
| João Lucas    | Defensa        | Agente libre  | Libre.   | --    |
| Júlio Rusch   | Volante        | Confiança     | Fichaje. | --    |
| Gustavo Xuxa  | Centrocampista | Agente libre  | Libre.   | --    |
| Lucas Mazetti | Defensa        | Foz do Iguaçu | Fichaje. | --    |

| Bajas            | Bajas    | Bajas   | Bajas    | Bajas |
| Jugador          | Posición | Destino | Tipo     | Costo |
| ---------------- | -------- | ------- | -------- | ----- |
| Guilherme Borges | Volante  | ASA     | Fichaje. | --    |

## Entrenadores
Era E.C. Pinheiros
- Odilon Silva (marzo de 1980–julio de 1980)[61][62]
- Hélio Alves (interino- julio de 1980–?)[62]
- Galdino Machado (junio de 1981–?)[63]
- Borba Filho (marzo de 1982–febrero de 1983)[64][65]
- Paulo Sérgio Poletto (febrero de 1983–agosto de 1983)[66][67]
- Munir Calluf (interino- agosto de 1983–?)[67]

Era Paraná Clube
- Levir Culpi (enero de 1993–?)[68]
- Caio Júnior (abril de 2002–febrero de 2003)[69][70]
- Cuca (marzo de 2003–mayo de 2003)[71][72]
- Adílson Batista (mayo de 2003–julio de 2003)[72][73]
- Saulo de Freitas (interino- julio de 2003–?)[73]
- Paulo Campos (?–junio de 2004)[74]
- Gilson Kleina (junio de 2004–agosto de 2004)[75][76]
- Paulo Campos (agosto de 2004–2005)[76][77]
- Júlio César Camargo (interino- 2005)[77]
- Lori Sandri (febrero de 2005–septiembre)[77][78]
- Luiz Carlos Barbieri (septiembre de 2005–abril de 2006)[78][79][80]
- Caio Júnior (abril de 2006–diciembre de 2006)[80][81]
- Zetti (diciembre de 2006–mayo de 2007)[82][83]
- Pintado (mayo de 2007–julio de 2007)[83][84]
- Gilson Kleina (julio de 2007–agosto de 2007)[85][86]
- Lori Sandri (agosto de 2007–octubre de 2007)[86][87]
- Saulo de Freitas (octubre de 2007–febrero de 2008)[88][89]
- Paulo Bonamigo (febrero de 2008–junio de 2008)[90][91]
- Rogério Perrô (junio de 2008–agosto de 2008)[92][93]
- Paulo Comelli (agosto de 2008–marzo de 2009)[94][95][96][97]
- Wágner Velloso (marzo de 2009–mayo de 2009)[98][99]
- Zetti (mayo de 2009–julio de 2009)[99][100]
- Sérgio Soares (julio de 2009–agosto de 2009)[101][102]
- Roberto Cavalo (septiembre de 2009–diciembre de 2009)[103][104]
- Marcelo Oliveira (diciembre de 2009–octubre de 2010)[105][106]
- Ageu (interino- octubre de 2010)[106]
- Roberto Cavalo (octubre de 2010–febrero de 2011)[107][108]
- Ageu (interino- febrero de 2011)[109][110]
- Ricardo Pinto (febrero de 2011–junio de 2011)[110][111][112]
- Roberto Fonseca (junio de 2011–septiembre de 2011)[113][114]
- Guilherme Macuglia (septiembre de 2011–diciembre de 2011)[115][116]
- Ageu (interino- enero de 2012)[116]
- Ricardinho (enero de 2012–septiembre de 2012)[117][118]
- Toninho Cecílio (septiembre de 2012–abril de 2013)[119][120]
- Dado Cavalcanti (mayo de 2013–diciembre de 2013)[121][122]
- Milton Mendes (diciembre de 2013–marzo de 2014)[123][124]
- Ricardo Drubsky (abril de 2014)[125][126]
- Claudinei Oliveira (abril de 2014–septiembre de 2014)[127][128]
- Ricardinho (septiembre de 2014–diciembre de 2014)[129][130]
- Luciano Gusso (septiembre de 2014–abril de 2015)[131][132]
- Fernando Miguel (interino- abril de 2015–mayo de 2015)[133][134]
- Nedo Xavier (mayo de 2015–julio de 2015)[134][135]
- Fernando Diniz (julio de 2015–septiembre de 2015)[136][137]
- Fernando Miguel (interino- septiembre de 2015–noviembre de 2015)[137][138]
- Claudinei Oliveira (noviembre de 2015–junio de 2016)[139][140]
- Marcelo Martelotte (junio de 2016–septiembre de 2016)[141][142]
- Roberto Fernandes (septiembre de 2016–noviembre de 2016)[143][144]
- Fernando Miguel (interino- noviembre de 2016–diciembre de 2016)[144]
- Wagner Lopes (diciembre de 2016–mayo de 2017)[145][146]
- Cristian de Souza (mayo de 2017–julio de 2017)[146][147]
- Lisca (julio de 2017–septiembre de 2017)[148][149]
- Matheus Costa (interino- septiembre de 2017–diciembre de 2017)[149][150][151]
- Wagner Lopes (diciembre de 2017–febrero de 2018)[152][153]
- Ademir Fesan (interino- febrero de 2018)[153][154]
- Rogério Micale (febrero de 2018–agosto de 2018)[155][156]
- Claudinei Oliveira (agosto de 2018–octubre de 2018)[157][158]
- Dado Cavalcanti (octubre de 2018–abril de 2019)[159][160]
- Matheus Costa (abril de 2019–diciembre de 2019)[161][162]
- Allan Aal (enero de 2020–noviembre de 2020)[163][164]
- Rogério Micale (noviembre de 2020–diciembre de 2020)[32][33]
- Gilmar Dal Pozzo (diciembre de 2020–enero de 2021)[34][35]
- Márcio Coelho (enero de 2021–febrero de 2021)[36]
- Maurílio Silva (febrero de 2021–julio de 2021)[165][166]
- Jorge Ferreira (interino- julio de 2021)[166]
- Sílvio Criciúma (julio de 2021–agosto de 2021)[167][168]
- Jorge Ferreira (interino- agosto de 2021–octubre de 2021/octubre de 2021–febrero de 2022)[168][169][170]
- Rodrigo Cascca (interino- febrero de 2022/febrero de 2022–marzo de 2022)[171][172][173]
- Douglas Leite (marzo de 2022)[173]
- Omar Feitosa (marzo de 2022–agosto de 2022)[174][175]
- Marcão (diciembre de 2022–mayo de 2023)[176][177]
- Fahel Júnior (mayo de 2023–junio de 2023)[178][179]
- Tcheco (febrero de 2024–presente)[180][181]
- Argel Fuchs (noviembre de 2024–presente)[3]

## Palmarés

### Torneos nacionales oficiales
- Campeonato Brasileño de Serie B (1): 1992

### Torneos estaduales oficiales (7)
- Campeonato Paranaense (7): 1991, 1993, 1994, 1995, 1996, 1997, 2006.